# Ball grid array

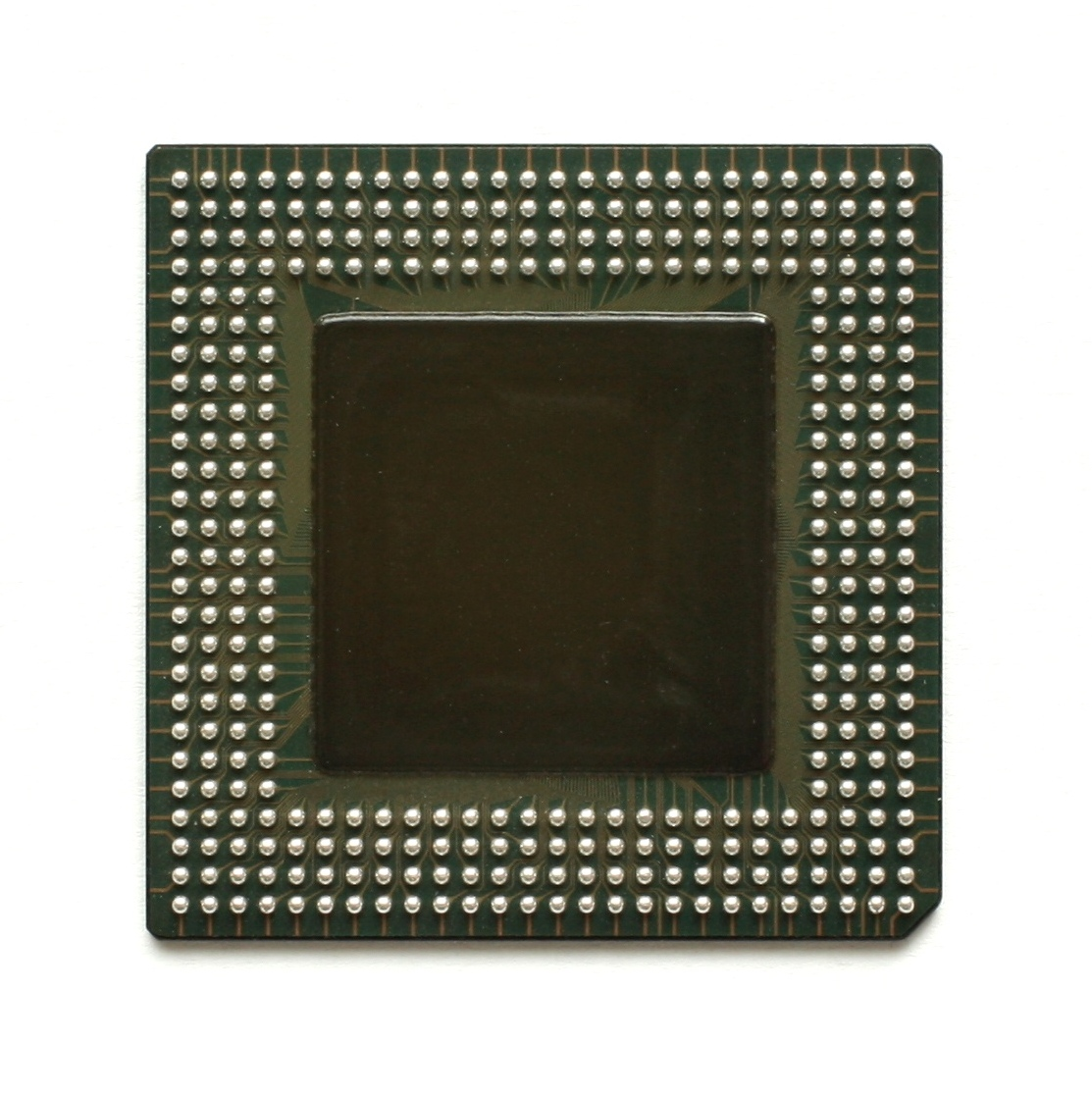
Procesador Intel Pentium MMX (Ball Grid Array).

La matriz de rejilla de bolas o BGA (en inglés ball grid array) es un tipo de encapsulado montado en superficie que se utiliza en los circuitos integrados, por medio de una serie de soldaduras las cuales se llevan a cabo mediante el calentamiento de bolillas de estaño o alguna otra aleación tipo SAC (por la normativa europea RoHS del 2006).
Son usadas comúnmente en la producción y fijación de placas base para computadoras y la fijación de microprocesadores ya que los mismos suelen tener una cantidad muy grande de terminales los cuales son soldados a conciencia a la placa base para evitar la pérdida de frecuencias y aumentar la conductividad de los mismos.

## Componentes
Usualmente se usan para el proceso bolillas hechas de estaño o aleaciones predeterminadas. Para proceder al soldado se utiliza un patrón o plantilla para ubicar las soldaduras en posición y un horno para prefijarlas primero al componente y después a la placa base.
Las bolillas pueden cambiar de calibre ya que por unidades siempre se utilizan referencias milimétricas, es decir: tienen calibres que van desde 0,3 hasta 1,5 mm de diámetro por lo cual se requieren varios tipos de plantillas para lograr una distribución pareja de la soldadura al momento de fijarla a la placa base.

## Usos en la industria
En la actualidad las soldaduras tipo “BGA” son usadas en componentes electrónicos diversos como los teléfonos móviles y las computadoras portátiles. Últimamente se han empezado a implementar en otras industrias como la ingeniería eléctrica y la fabricación de módulos de 
fricción al calor.

## Metodología
Existen varios métodos para aplicar este tipo de soldaduras ya que los avances tecnológicos han implementado nuevas ideas como el uso de inyectores, cuya función es ubicar las bolillas de estaño en el circuito integrado en orden predeterminado a través de una matriz computarizada o efectuar un barrido simple evitando subir la temperatura de la placa base manteniendo el calor en el estaño.

## En la actualidad
Últimamente con la implementación de soldaduras libres de plomo los métodos de trabajo sobre este tipo de soldaduras han tenido que ser rediseñados ya que este tipo de aleaciones requieren un punto de fusión mayor a la tradicional estaño-plomo.